# Leonard León
Leonard Alfredo León Tello (Trujillo, 18 de junio de 1980) es un cantante peruano de cumbia, quién fue miembro de las bandas musicales Grupo 5 y Grupo América.[cita requerida]

## Biografía
Leonard Alfredo León Tello nació el 18 de junio de 1980 en Trujillo, ciudad del departamento de la Libertad, proveniente de una familia de clase baja. Por motivos del trabajo de su padre, quién trabajaba como profesor de literatura, se mudó junto a toda su familia a Chiclayo, donde realizó sus primeros años.[cita requerida]
Estudió la facultad de administración de empresas en la Universidad Católica de Santo Domingo de Mogrovejo y participó en diferentes actividades artísticas del dicho centro educativo, la cual mostraba sus dotes por el canto interpretando canciones de balada romántica. No obstante, optó con abandonar la carrera universitaria para dedicarse definitivo a la música.[cita requerida]
Comenzó su carrera artística a los 22 años con la agrupación local 70 Internacional allá por el año 2002, tras haber sido aceptado a través de un casting.[cita requerida] Tiempo después, León fue propuesto por los hermanos Walter y Javier Yaipén para formar parte de las filas de su grupo musical Hermanos Yaipén, donde se desempeñó como uno de los vocalistas a finales de ese año.[cita requerida]
Tras su retiro del conjunto, el año 2006 ingresa al derivado de la familia Yaipén, Grupo 5, la cual interpretaría los temas musicales «Otra noche sin ti», «Adiós amor» y «La falta que me haces».[cita requerida] Pese al éxito de su carrera artística, en noviembre de 2007 anunció su salida de la dicha agrupación debido a problemas internos y se unió junto a su excompañero de elenco, el también cantante Marco Antonio Guerrero, para formar la banda musical Grupo América. Con el dúo musical llamado también como «Las Voces de Oro del Perú», fue intérprete del tema musical «La fan», obteniendo una gran aceptación en las emisoras locales de la época. Según en los medios locales, «La fan» fue dedicado en honor a su entonces pareja sentimental, la exmodelo y presentadora peruana Karla Tarazona, con quién se casó en el año 2008. Seguidamente, lanzó con el conjunto el siguiente sencillo «Ven tú» sin embargo, el proyecto no duraría mucho tiempo, ya que ambos continuarían sus carreras por separado.[cita requerida]
Tras la separación de Grupo América, León ingresa por segunda vez a Grupo 5 en 2010 hasta al año siguiente debido a sus problemas personales. Años después, se une con John Kelvin y Jonatan Rojas para formar Kumbia Stars en 2013 por tiempo limitado y al año siguiente, volvió a trabajar con Grupo 5 para la elaboración de los temas musicales «Llorarás», «Apostemos que me caso» y «Mix Chulla Vida» siendo estas dos últimas compartiendo junto a Christian Yaipén, Kike Farro y Dantes Cardosa.
En el año 2016, León ingresa por segunda vez a Hermanos Yaipén temporalmente y lanzó los temas «Dime que piensas en mí», «La negrita» y la versión de «No te vayas de mí».[cita requerida] Además, anunció el regreso del Grupo América con Guerrero al año siguiente.
Tras su paso por varias agrupaciones musicales, asume el liderazgo de su propia banda musical «Son Cumbieros» en 2018, iniciando así su faceta como solista y lanzó su tema en solitario «Veinte veces» y las nuevas versiones de «Ven tú» y «Otra noche sin ti». Además, en el 2023 recibió la colaboración de la agrupación musical La Sonora de Jimmy Lucano para relanzar sus sencillos en forma de recopilatorio.

## Discografía

### Álbumes con Grupo 5
- 2006: Motor y motivo
- 2007: La amante
- 2015: Apostemos que me caso

#### Canciones
- «La falta que me haces» (2006)
- «Otra noche sin ti» (2006)
- «Adiós amor» (2006)[cita requerida]
- «Apostemos que me caso» (2014)[cita requerida]
- «Mix Chulla Vida» (2015)
- «Llorarás» (2015)

### Álbumes con Grupo América
- 2007: Grupo América

#### Canciones
- «Ven tú» (2008)
- «La fan» (2008)
- «Conciencia» (2016)
- «Jardín prohibido» (2016)

### Álbumes en solitario
- 2018: Leonard León & Son Cumbieros
- 2022: La fan
- 2022: Engañaste a mi corazón
- 2023: Nadie me quiere

#### Canciones
- «No te vayas de mí» (2015)
- «La negrita» (2015)[cita requerida]
- «Dime que piensas en mí» (2018)
- «Dulce» (2018)
- «Veinte veces» (2018)
- «Engañaste a mi corazón» (2022)
- «Nadie me quiere» (2023)